# Државни суд за заштиту државе
Државни суд за заштиту државе је био самосталан суд при Касационом суду Краљевине Југославије у Београду. Основан је 1929. године ради заштите јавног поретка и јавне безбедности.

## Организација
Предмети су били везани углавном за увреде краља или краљевске породице, антидржавни рад и слично. Овај суд је постао највиши у земљи јер против његових одлука није било правног лека. 
Чланове Државног суда за заштиту државе и њихове заменике је именовао краљ указом на предлог министра правде, са сагласношћу председника Министарског савета, из реда судија виших редовних судова или председника судова првог степена.
Државном суду је краљевим указом додељен државни тужилац.
Радио је у већима од по седам судија.
Закон о заштити јавне безбедности и поретка у држави и Закон о Државном суду за заштиту државе дали су политичкој полицији Краљевине Југославије изузетна овлашћења у прогону критичара режима династије Карађорђевић. Главна мета прогона, постала је илегална Комунистичка партија, па су зато комунисти били највећи проблем краљевске тајне полиције.
У Краљевини Југославији је од 1921. до 1941. године више од десет хиљада политичких затвореника прошло кроз југословенске затворе. Најпознатија таква места су била Београдска „Главњача” и затвор на Ади Циганлији, који су били истражни затвори, као и затвори КПЗ Лепоглава, КПЗ Сремска Митровица, Пожаревац, Марибор и др, који су били казнени заводи за издржавање казни.

## Политички робијаши (1929—1941)
Неки од познатијих политичких затвореника, осуђених од стране Државног суда за заштиту државе у периоду од 1929. до 1941. године:
- Бане Андреев, члан ЦК СКОЈ-а, 1929. осуђен на 12 година. Био је затворен у Лепоглави и Сремској Митровици. Побегао у групи 32 комуниста из Сремске Митровице августа 1941. године.
- Слободан Бајић Паја, 1938. године осуђен на 5 година. Био затворен у Сремској Митровици. Побегао у групи 32 комуниста из Сремске Митровице августа 1941. године.
- Јосип Броз Тито, секретар МК КПЈ за Загреб, 1929. осуђен на 5 година. Био затворен у Марибору и Лепоглави.
- Мирко Буковец, 1929. осуђен на 10 година, био затворен у Лепоглави и Сремској Митровици.
- Петар Грубор, функционер синдиката кожараца и члан КПЈ, 1929. осуђен на 12 година. Био затворен у Лепоглави и у Сремској Митровици.
- Грга Јанкес, члан ПК СКОЈ-а за Хрватску, 1929. осуђен на 6 година. Био затворен у Сремској Митровици и Лепоглави.
- Јосип Краш, технички уредник „Борбе“, 1929. осуђен на 5 година, а 1940. на годину. Био затворен у Сремској Митровици.
- Саломон Леви, члан МК КПЈ за Загреб, 1929. осуђен на 10 година. Био затворен у Сремској Митровици, Лепоглави и Марибору.
- Милош Матијевић, члан ПК СКОЈ-а за Србију, 1929. осуђен на 6 година, био затворен у Лепоглави и Сремској Митровици.
- Милан Мијалковић, професор математике у Крагујевцу и члан КПЈ, 1929. осуђен на 9 година. Био затворен у Сремској Митровици.
- Иван Милутиновић, функционер синдиката кожараца и дрводељаца, члан руководстава „Црвене помоћи“ и члан КПЈ, 1929. осуђен на 6 година, а 1934. на још две године. Био затворен у Лепоглави и Сремској Митровици.
- Марко Орешковић, члан КПЈ, 1929. осуђен на 6 година. Био затворен у Сремској Митровици.
- Станко Пауновић Вељко, члан СКОЈ-а, 1929. осуђен на 12 година. Био затворен у Сремској Митровици и Лепоглави. Побегао у групи 32 комуниста из Сремске Митровице августа 1941. године.
- Милорад Петровић, члан ОК КПЈ за Београд, 1929. осуђен на 12 година. Био затворен у Сремској Митровици и Лепоглави.
- Миле Почуча, члан КПЈ, 1929. осуђен на 6 година. Био затворен у Сремској Митровици.
- Ђуро Пуцар, синдикални функционер и члан КПЈ, 1929. осуђен на 10 година. Био затворен у Лепоглави и Сремској Митровици.
- Александар Ранковић, секретар ПК СКОЈ-а за Србију, 1929. осуђен на 6 година. Био затворен у Сремској Митровици и Лепоглави.
- Михаљ Серво, члан ОК КПЈ за Банат, 1929. осуђен на 10 година. Био затворен у Лепоглави и Сремској Митровици.
- Трајко Стаменковић, члан КПЈ, 1929. осуђен на 5 година, а 1935. на још 6 година. Био затворен у Лепоглави, Марибору, Нишу и Сремској Митровици. Био је у групи 32 комуниста, који су августа 1941. побегли из Сремске Митровице.
- Јован Трајковић, 1929. осуђен на 12 година, био затворен у Марибору, Лепоглави и у Сремској Митровици. Био је у групи 32 комуниста, који су августа 1941. побегли из Сремске Митровице.
- Андрија Хебранг, члан КПЈ, 1929. осуђен на 12 година. Био затворен у Сремској Митровици.
- Стеван Чоловић, члан КПЈ, 1929. осуђен на 5 година. Био затворен у Марибору, Лепоглави и Сремској Митровици.
- Отокар Кершовани, члан ПК СКОЈ-а за Србију, 1930. осуђен на 10 година. Био затворен у Сремској Митровици.
- Маријан Стилиновић, 1930. године осуђен на 11 година, био затворен у Сремској Митровици. Био је у групи 32 комуниста, који су у августа 1941. побегли из Сремске Митровице.
- Огњен Прица, члан ПК КПЈ за БиХ и главни уредник „Борбе“, 1930. осуђен на 7 година. Био затворен у Сремској Митровици.
- Јован Веселинов, секретар ПК КПЈ за Војводину, 1931. осуђен на 15 година. Био затворен у Лепоглави и Сремској Митровици. Предводио је групу од 32 комуниста, која је августа 1941. побегла из Сремске Митровице.
- Оскар Давичо, секретар МК КПЈ за Бихаћ, 1932. осуђен на 5 година. Био затворен у Сремској Митровици.
- Војислав Ђокић, официр војске Краљевине Југославије, 1932. осуђен на 8 година, јер је припремао „комунистички пуч“ у касарни у Марибору.
- Иван Марковић Ирац, члан КПЈ, 1932. осуђен на 8. година, био затворен у Лепоглави, Сремској Митровици и Марибору.
- Радован Вуковић, 1933. осуђен на једну и по годину, а 1936. на 5 година. Био је у групи 32 комуниста, који су августа 1941. побегли из Сремске Митровице.
- Жарко Зрењанин, секретар ОК КПЈ за јужни Банат 1933. осуђен на 3 године. Био затворен у Сремској Митровици и Лепоглави.
- Пашко Ромац, земљорадник, 1933. осуђен на 8,5 година, због „комунистичке делатности“. Био затворен у Скопљу, Нишу и Сремској Митровици. Био је у групи 32 комуниста који су августа 1941. побегли из Сремске Митровице.
- Петко Милетић, члан Политбироа ЦК КПЈ, 1924. осуђен на 2 године, а 1933. на још 6 година. Био затворен у Сремској Митровици.
- Слободан Суботић, члан НРС, 1941. Био је затворен у Главњачи и на Ади Циганлији. Суд за заштиту државе га је ослободио 1941. али је пуштен тек након интернације Милана Стојадиновића.